# Säveträsket (Lycksele socken, Lappland, 717240-161951)
Säveträsket är en sjö i Lycksele kommun i Lappland och ingår i Öreälvens huvudavrinningsområde. Sjön har en area på 0,229 kvadratkilometer och ligger 289 meter över havet.

## Delavrinningsområde
Säveträsket ingår i det delavrinningsområde (717291-161978) som SMHI kallar för Mynnar i Bäverbäcken. Medelhöjden är 316 meter över havet och ytan är 4,64 kvadratkilometer. Räknas de 2 avrinningsområdena uppströms in blir den ackumulerade arean 25,77 kvadratkilometer. Vattendraget som avvattnar avrinningsområdet har biflödesordning 3, vilket innebär att vattnet flödar genom totalt 3 vattendrag innan det når havet efter 189 kilometer. Avrinningsområdet består mestadels av skog (64 procent) och sankmarker (31 procent). Avrinningsområdet har 0,23 kvadratkilometer vattenytor vilket ger det en sjöprocent på 4,9 procent.